# Tell Kersyan
Tell Kersyan (tiếng Ả Rập: تل كرسيان) là một ngôi làng Syria nằm ở Maarrat al-Nu'man Nahiyah ở huyện Maarrat al-Nu'man, Idlib. Theo Cục Thống kê Trung ương Syria (CBS), Tell Kersyan có dân số 493 trong cuộc điều tra dân số năm 2004.